# Kupol Lejtenanta Smidta
Die Kupol Lejtenanta Smidta (englische Transkription von russisch Купол Лейтенанта Шмидта Kupol Lejtenanta Schmidta, deutsch ‚Leutnant-Schmidt-Kuppel‘) ist eine Eiskuppel im Schelfeisgürtel der Prinzessin-Martha-Küste des ostantarktischen Königin-Maud-Lands.
Russische Wissenschaftler benannten sie. Namensgeber ist der russische Marineoffizier Pjotr Petrowitsch Schmidt (1867–1906).